# Rheinhessischer Dialekt
Die rheinhessische Mundart oder der rheinhessische Dialekt, kurz auch Rheinhessisch, wird im Dreieck Bingen am Rhein – Mainz – Worms gesprochen. Die Mundart gehört zum Westmitteldeutschen und wird innerhalb dessen dem Rheinfränkischen zugeordnet. Im südwestlichen Bereich (Alzey bis Worms) ist eine leicht pfälzische, im nordöstlichen Gebiet Richtung Mainz eine südhessische Tonfärbung möglich.

## Charakteristik
Über die weitere Klassifizierung innerhalb des Rheinfränkischen besteht Unklarheit. Das Linguasphere Register ordnet den Dialekt für das Gebiet um Alzey der westpfälzischen Dialektgruppe zu.
Im Süden stößt das Rheinhessische an das Pfälzische, mit dem es geographisch und kulturell oft verwechselt wird. Stärker verwandt ist das Rheinhessische eher mit dem Südhessischen. Insbesondere an der Rheinfront bestehen deutliche Ähnlichkeiten, vor allem mit der Rheingauer Mundart. Sowohl für den hessischen als auch rheinhessischen Muttersprachler gibt es aber deutliche Unterschiede in der Lautfärbung und im Vokabular.
Aus historischen Gründen hat das Rheinhessische französische Einschläge (Nasal- und Nuschellaute), denn Rheinhessen war im Verlauf der französischen Revolutionskriege vorübergehend Teil Frankreichs und lag überwiegend im Département Donnersberg. In dieser Zeit wurden viele französische Wörter und Aussprachen übernommen, wie z. B. Schah (nasal gesprochen) für Johann und Schorsch für Georg. Weitere Beispiele sind vis-à-vis, chaussee, portemonnaie, trottoir, seller (von cel, statt dieser/jener), chaiselonge, adieu, bagage, boulevard (oft spaßhaft für eine kleine Straße), malheur, rage (Wut) usw.
Ebenso gibt es starke jüdische Einflüsse.
Eine Symbiose beider Einflüsse kommt z. B. in dem Mainzer Wort Masselschees zum Ausdruck:
Massel – jiddisch für ‚Glück‘
Schees bzw. original französisch chaise für ‚Stuhl‘
wird zu
Masselschees – dt. für ‚Sitz des Glücks‘, also ‚Wiege‘

## Regiolekt
Am bekanntesten der Formen auf Grundlage des Rheinhessischen ist die Mainzer, das Meenzerische, nicht zuletzt dank der seit Beginn des Fernsehzeitalters jährlich zur Mainzer Fastnacht bundesweit ausgestrahlten Fernsehsendung Mainz bleibt Mainz, wie es singt und lacht.